# Ronde van Nederland 1965
De 14e editie van de Ronde van Nederland ging op 12 mei 1965 van start in Amsterdam. De wielerwedstrijd over vijf etappes eindigde op 16 mei weer in Amsterdam. De ronde werd gewonnen door Jan Janssen.

## Eindklassement
Jan Janssen werd winnaar van het eindklassement van de Ronde van Nederland van 1965 met een voorsprong van 29 seconden op Bas Maliepaard. De beste Belg was Jos Huysmans met een derde plaats.
| Plaats  | Naam                 | Tijd      |
| ------- | -------------------- | --------- |
| Winnaar | Jan Janssen          | 23u57'15" |
| 2       | Bas Maliepaard       | + 0'29"   |
| 3       | Jos Huysmans         | + 1'22"   |
| 4       | Fernand Deferm       | + 1'45"   |
| 5       | Dieter Wiedemann     | + 1'52"   |
| 6       | Jean-Claude Lefèbvre | + 1'58"   |
| 7       | Reindert de Jongh    | + 2'22"   |
| 8       | Jacques Anquetil     | + 2'45"   |
| 9       | Jan Hugens           | + 3'24"   |
| 10      | Cees Lute            | + 3'28"   |

## Etappe-overzicht
| Etappe | Van - naar              | Km       | Etappewinnaar     |
| ------ | ----------------------- | -------- | ----------------- |
| 1      | Amsterdam - Hoogezand   | 263      | Gerben Karstens   |
| 2      | Hoogezand - Doetinchem  | 190      | Norbert Kerckhove |
| 3      | Doetinchem - Simpelveld | 235      | Jan Janssen       |
| 4a     | Simpelveld              | 18 (TTT) | Televizier        |
| 4b     | Simpelveld - Helmond    | 123      | Willy Vannitsen   |
| 5      | Helmond - Amsterdam     | 191      | Jo de Roo         |

1948 · 1949 · 1950 · 1951 · 1952 · 1953 · 1954 · 1955 · 1956 · 1957 · 1958 · 1959 · 1960 · 1961 · 1962 · 1963 · 1964 · 1965 · 1966 · 1967 · 1968 · 1969 · 1970 · 1971 · 1972 · 1973 · 1974 · 1975 · 1976 · 1977 · 1978 · 1979 · 1980 · 1981 · 1982 · 1983 · 1984 · 1985 · 1986 · 1987 · 1988 · 1989 · 1990 · 1991 · 1992 · 1993 · 1994 · 1995 · 1996 · 1997 · 1998 · 1999 · 2000 · 2001 · 2002 · 2003 · 2004 · 2005 · 2006 · 2007 · 2008 · 2009 · 2010 · 2011 · 2012 · 2013 · 2014 · 2015 · 2016 · 2017 · 2018 · 2019 · 2020 · 2021 · 2022 · 2023 · 2024